# Ishida Mitsunari
Pour les articles homonymes, voir Ishida.
Ishida Mitsunari est un nom japonais traditionnel ; le nom de famille (ou le nom d'école), Ishida, précède donc le prénom (ou le nom d'artiste).
 (octobre 2023).
Si vous disposez d'ouvrages ou d'articles de référence ou si vous connaissez des sites web de qualité traitant du thème abordé ici, merci de compléter l'article en donnant les références utiles à sa vérifiabilité et en les liant à la section « Notes et références ».
Ishida Mitsunari (石田 三成, septembre 1559-6 novembre 1600), un descendant des Fujiwara, est le principal adversaire de Tokugawa Ieyasu à la bataille de Sekigahara.

## Biographie
Ishida Mitsunari naît en 1559 dans la province d'Omi et devient à 26 ans un des principaux généraux gouverneurs de Toyotomi Hideyoshi qui est impressionné par sa maîtrise de la cérémonie du thé (chanoyu). Durant plusieurs années, il gère la ville de Sakai avec de remarquables résultats qui lui valent encore plus l'estime de Hideyoshi.
En 1592, il participe à la campagne de Corée où il occupe le titre d'administrateur des territoires occupés par les troupes japonaises. En 1595, à 36 ans, il reçoit de Hideyoshi Toyotomi un han de 190 000 koku (unité de 180 litres de riz) de revenus et le château de Sawayama. Au faîte de sa puissance, il est choisi par le maître du Japon pour être l'un des cinq bugyō qui doivent gouverner le pays après sa mort et protéger son fils Hideyori Toyotomi.
À la mort de Hideyoshi, des tensions entre Ishida Mitsunari et Katō Kiyomasa rompent le fragile équilibre des cinq administrateurs choisis par l'unificateur du Japon. Tokugawa Ieyasu en profite pour attaquer les partisans du fils de Hideyoshi.
Mitsunari Ishida devient célèbre à la suite de la bataille de Sekigahara dans le centre du pays, non loin de la province d'Ōmi, le 20 octobre 1600 et opposant Ieyasu Tokugawa et l'armée de l'Est à Mistunari Ishida et l'armée de l'Ouest. Plus de 180 000 hommes s'affrontent au cours de cette bataille.
Malgré l'avantage numérique dont dispose Ishida, le clan Tokugawa obtient la victoire et en conséquence le pouvoir sur tout le Japon. Capturé dans les jours suivant la bataille, Ishida Mitsunari est exécuté à Kyoto quelques semaines plus tard. Il est dit que lors de son exécution, il regarda tous les daimyos qui avaient trahi le camp de Hideyoshi et beaucoup détournèrent le regard.

## Jeux vidéo
Mitsunari Ishida est aussi une figure emblématique de la série de Capcom Sengoku Basara, et est apparu dans plusieurs titres :
- Devil Kings (nom occidental de Sengoku Basara)
- Sengoku Basara 2
- Sengoku Basara 2: Heroes
- Sengoku Basara X
- Sengoku Basara: Battle Heroes
- Sengoku Basara: Samurai Heroes
- Sengoku Basara: Samurai Heroes Utage
- Onimusha: Dawn Of Dreams
- Ni-oh
- Il est notamment possible de prendre le contrôle de son armée à la bataille de Sekigahara dans le jeu Total War: Shogun 2.
- Mitsunari Ishida apparaît également dans un jeu vidéo classé jeunesse nommé Yo-kai Watch 2, dans la version Spectres psychiques, ainsi que dans l'animé Yo-Kai Watch, épisode 21 de la saison 2. Il se nomme Kogito[pas clair].
- Ishida Mitsunari apparaît dans le jeu Rise Of Kingdoms en tant que personnage légendaire.
- Ikemen Sengoku- un jeu de romance ou l'on drague des figures de l'ère Sengoku